# Flaxtjärnen (Söderbärke socken, Dalarna)
Flaxtjärnen är en sjö i Smedjebackens kommun i Dalarna och ingår i Norrströms huvudavrinningsområde.